# NGC 4806
NGC 4806 este o galaxie spirală situată în constelația Hidra. A fost descoperită în 30 martie 1835 de către John Herschel.